# Matilde de Lupka
Matilde de Lupka (1922-1992, Buenos Aires) fue una soprano spinto argentina.

## Trayectoria
Soprano de breve e importante carrera en el Teatro Colón de Buenos Aires donde debutó en 1951 en Mefistofele dirigida por Tullio Serafin. 
Cantó luego en El Zar Saltán con Felipe Romito, Leonora de Il trovatore con Carlo Galeffi y com la reina Isabel en Cristóbal Colón de Milhaud en 1953.
Se la recuerda en posteriores temporadas en Andrea Chenier, Aída, Tosca y Don Giovanni. 
En 1959, por complicaciones físicas debidas a un shock emocional, la cantante perdió el habla y debió dejar de cantar por espacio de ocho años. 
Regresó para el estreno de Le Villi de Puccini en 1967, con la voz en estado precario y para dos funciones de Tosca en 1975 antes de su retiro definitivo.